# 何塞·毛里
何塞·毛里（義大利語：José Mauri；1996年5月16日—）是一位意大利足球運動員。在場上司職中場。。他也代表意大利國家青年足球隊參賽。